# Átmentem a szivárvány alatt
Az Átmentem a szivárvány alatt Kovács Katinak 2011-ben megjelent gyűjteményes BOX-SET negyedik albuma. Kovács Kati harmincharmadik albuma.

## Dalok
A lemez azonosítója: RMCD11095144
Találkozás egy régi szelemmel a Discogson
1. Sáfár Zsolt, Tolcsvay Béla: Átmentem a szivárvány alatt ISWC: T–007.009.490-4
2. Huszár Erika-Koncz Tibor: A legszebb tévedés ISWC: T-007.006.124-3
3. Sülyi Péter-Koncz Tibor: Rock tanóra ISWC: T-007.006.130-1
4. Gábor S. Pál-Szenes Iván: Mindent, ami szép ISWC: T-007.174.867-8
5. Sztevanovity Dusán (IPI 00035270208)-Presser Gábor: Játssz még!
6. Szenes Iván-Koncz Tibor: Gyere el, ha bántanak ISWC: T-007.006.105-0
7. Hofi Géza-Malek Miklós-Szenes Iván: Fogsz te a fox helyett ISWC: T-007.004.832-6
8. Edvard Grieg, Henrik Ibsen-Bérczi Károly: Solvejg dala (wd) (ISWC: T-800.265.244-1 DP jelöléssel látta el, tehát népzenei eredetű)
9. Hans Christian van Hemert (00013797771), Harry van Hoof (IPI 00014362809)(wd)- Tardos Péter (IPI 00030230842): Hogy vagy, pajtás? (How Do You Do)
10. Huszár Erika-Victor Máté: Nézlek, amíg alszol ISWC: T-007.136.799-1
11. Koncz Tibor-Vándor Kálmán: Katicabogár ISWC: T-007.112.704-2
12. Bradányi Iván-Fáy András Attila: Hogyha most elhagysz ISWC: T-007.174.831-6
13. Szenes Iván-Koncz Tibor: Add már, uram, az esőt! ISWC: T-007.031.557-9
14. Demjén Ferenc-Latzin Norbert: Miért nem sikerült? ISWC: T-007.000.720-3
15. Huszár Erika-Victor Máté: Holnaptól nem szeretlek ISWC: T-007.136.793-5
16. Drafi Deutscher-Renate Vaplus-Bradányi Iván: Mama Leone ISWC: T-904.997.001-6
17. Szenes Iván-Koncz Tibor: Újra otthon ISWC: T-007.112.757-5
18. Miklós Tibor-Varannai István: Kérlek, fogadd el (Karácsony Jánossal) ISWC: T-007.007.088-0
19. Szenes Iván-Koncz Tibor: Elégia ISWC: T-007.112.690-3
20. Bradányi Iván-Koncz Tibor: Én sohasem búcsúzom ISWC: T-007.006.138-9

## Közreműködők
- Kovács Kati
- Hofi Géza (7)
- Karácsony János (18)
- Koncz Tibor
- Koós János (9)
- Lerch István, Tóth Tamás, Solti János (18)
- Sztevanovity Zorán (5)
- Gemini együttes (2, 10, 15)
- Juventus együttes (13)
- Locomotiv GT (5)
- Stúdió 11
- Universal együttes (3, 6, 17, 20)
- V’73 (19)
- Magyar Rádió Szimfonikus Zenekara